# Ests theater- en muziekmuseum
Het Ests theater- en muziekmuseum (Ests: Eesti Teatri- ja Muusikamuuseum) is een museum in de Estse hoofdstad Tallinn dat zich richt op het presenteren en behouden van de geschiedenis van de Estse theater en muziek. Het museum werd opgericht op 22 maart 1924 in het kader van het behoud van de verzamelde materialen van de Estse componist Peeter Süda. Het museum werd opgericht door August Pulst, een kunstenaar en antiquair. Het doel was om de waardevolle collecties van volksliederen, notities en gespecialiseerde bibliotheek van Süda te behouden en te presenteren. De permanente tentoonstelling "Verhalen en Liederen" in het museum biedt een kennismaking met de Estse geschiedenis via theater en muziek. Het toont belangrijke periodes en onderwerpen aan de hand van literaire werken en liederen, en presenteert unieke mechanische muziekinstrumenten, kostuums en persoonlijke bezittingen van acteurs. Het Ests theater- en muziekmuseum is onderdeel van het Ests historisch museum.